# Secreto (órgano)
El secreto es la parte del órgano que comprende el arca de viento con sus canales y válvulas y en la que se apoyan los tubos.
En el llamado órgano ibérico constituye una característica fundamental el llamado "secreto partido", que hace posible distinta registración en la mano izquierda y derecha del mismo teclado.
- Datos: Q6123267